# Sanchaspis megalorostrata
Sanchaspis megalorostrata è un pesce agnato estinto, appartenente ai galeaspidi. Visse nel Devoniano inferiore (circa 400 milioni di anni fa) e i suoi resti fossili sono stati ritrovati in Cina.

## Descrizione
Questo pesce era dotato di uno scudo cefalico di forma decisamente insolita: nella parte anteriore era presente un lungo rostro allungato, espanso nella parte finale in una struttura a forma di bulbo. Lo scudo cefalico era inoltre dotato di due espansioni laterali appiattite e ricurve all'indietro, che davano all'intero corpo la forma di una mezzaluna. Sanchaspis era dotato, come tutti i galeaspidi, di un'apertura mediana posta dorsalmente sullo scudo cefalico; in Sanchaspis, questa era allungata trasversalmente e piuttosto sottile. 

## Classificazione
Sanchaspis è il genere eponimo dei Sanchaspididae, una famiglia all'interno degli Huananaspidiformes, un gruppo di galeaspidi derivati. Sanchaspis megalorostrata venne descritto per la prima volta nel 1981, sulla base di resti fossili ritrovati nella provincia di Yunnan, in Cina. 

## Paleoecologia
Con la bocca in posizione ventrale e l'apertura mediana dorsale probabilmente deputata all'immissione dell'acqua nel corpo, Sanchaspis era probabilmente un animale di fondale, che usava forse la bizzarra appendice rostrale per setacciare il sedimento.